# 1970 en chimie
Cet article présente les faits marquants de l'année 1970 en chimie.

## Évènements
- 3e Olympiades Internationales de Chimie, organisées à Budapest en Hongrie du 1er juillet au 5 juillet[1].
- Création du Groupe français d'études et d'applications des polymères[2].
- Découverte simultanée et indépendante de la réaction de Barton-Kellogg par le chimiste britannique Derek H. R. Barton[3] et par le chimiste néerlandais Richard M. Kellogg[4],[5]. Toutefois, dès 1920, le chimiste allemand Hermann Staudinger avait décrit une réaction proche[6], ce qui fait qu'elle est parfois aussi appelée couplage diazo-thiocétone de Staudinger.
- 28 juillet : H.O. Smith et K.W. Wilcox publient la purification de HindII, la première enzyme de restriction de type II (séquence spécifique)[7].

## Prix
- Prix Nobel de chimie : Luis Federico Leloir pour la découverte des nucléotides-sucres et de leur rôle dans la biosynthèse des hydrates de carbone[8].
- Prix Procter & Gamble : Jerome Vinograd[9]
- Prix Anselme-Payen : Wilson Reeves[10]
- Médaille Garvan-Olin : Ruth R. Benerito[11]
- Prix Ernest-Guenther : Duilio Arigoni[12]
- ACS Award in Pure Chemistry : Harry B. Gray[13]
- Prix Irving-Langmuir : John A. Pople[14]
- Médaille Priestley : Max Tishler[15],[16],[17]
- Médaille Davy : Charles Coulson en reconnaissance de son travail remarquable en chimie théorique[18],[19].
- Faraday Lectureship : Gerhard Herzberg[20]
- Claude S. Hudson Award in Carbohydrate Chemistry : Norman F. Kennedy[21]
- Médaille William-H.-Nichols : Britton Chance[22]

## Décès
- 1er janvier : Alfred Lauck Parson (né en 1899), chimiste et physicien anglais.
- 15 juillet : Francis Arthur Freeth (né en 1884), chimiste britannique, membre de la Royal Society.
- 8 décembre : Christopher Kelk Ingold (né en 1893), chimiste britannique.